# Julia Tannheimer
Julia Tannheimer (Ulma, 1º agosto 2005) è una biatleta tedesca.

## Biografia
Julia Tannheimer, attiva dalla stagione 2021-2022, ha esordito in Coppa del Mondo il 12 gennaio 2024 a Ruhpolding in sprint (15ª) e ai successivi Mondiali juniores di Otepää 2024 ha vinto la medaglia d'oro nell'individuale e nella staffetta e quella d'argento nella sprint e nella staffetta mista; il 15 dicembre dello stesso anno ha conquistato a Hochfilzen in staffetta la prima vittoria, nonché primo podio, in Coppa del Mondo e ai successivi Mondiali di Lenzerheide 2025, sua prima presenza iridata, si è classificata 17ª nella sprint, 24ª nell'inseguimento, 33ª nell'individuale, 15ª nella partenza in linea e 5ª nella staffetta. Non ha preso parte a rassegne olimpiche.

## Palmarès

### Mondiali juniores
- 4 medaglie:
  - 2 ori (individuale, staffetta a Otepää 2024)
  - 2 argenti (sprint, staffetta mista a Otepää 2024)

### Coppa del Mondo
- Miglior piazzamento in classifica generale: 67ª nel 2024
- 2 podi (a squadre):
  - 1 vittoria
  - 1 terzo posto

#### Coppa del Mondo - vittorie
| Data             | Località   | Paese   | Specialità                                               |
| ---------------- | ---------- | ------- | -------------------------------------------------------- |
| 15 dicembre 2024 | Hochfilzen | Austria | RL (con Vanessa Voigt, Selina Grotian e Franziska Preuß) |

Legenda:

RL = staffetta